# Bathygobius fuscus
Bathygobius fuscus е вид бодлоперка от семейство Попчеви (Gobiidae). Видът не е застрашен от изчезване.

## Разпространение и местообитание
Разпространен е в Австралия, Бангладеш, Виетнам, Индия (Андамански острови, Андхра Прадеш, Гоа, Гуджарат, Западна Бенгалия, Карнатака, Керала, Лакшадвип, Махаращра, Никобарски острови, Ориса, Пондичери и Тамил Наду), Индонезия, Китай, Мианмар, Папуа Нова Гвинея, Провинции в КНР, Тайван, Тайланд, Фиджи, Хонконг, Шри Ланка, Южна Корея и Япония.
Обитава сладководни и полусолени басейни, тропически води, пясъчни дъна на морета, рифове, крайбрежия и потоци. Среща се на дълбочина от 0,1 до 7,6 m, при температура на водата от 24,6 до 29,3 °C и соленост 33,8 – 36,2 ‰.

## Описание
На дължина достигат до 12 cm.
Популацията на вида е стабилна.